# Сурінг (Вісконсин)
Сурінг (англ. Suring) — селище (англ. village) в США, в окрузі Оконто штату Вісконсин. Населення — 517 осіб (2020).

## Географія
Сурінг розташований за координатами 45°0′3″ пн. ш. 88°22′10″ зх. д. / 45.00083° пн. ш. 88.36944° зх. д. (45.000810, -88.369458).  За даними Бюро перепису населення США в 2010 році селище мало площу 2,61 км², уся площа — суходіл.

## Демографія
Згідно з переписом 2010 року, у селищі мешкали 544 особи в 232 домогосподарствах у складі 133 родин. Густота населення становила 208 осіб/км².  Було 268 помешкань (103/км²).
Расовий склад населення:
| - 90,4 % — білих - 6,4 % — корінних американців |

До двох чи більше рас належало 2,2 %. Частка іспаномовних становила 1,7 % від усіх жителів.
За віковим діапазоном населення розподілялося таким чином: 24,6 % — особи молодші 18 років, 50,2 % — особи у віці 18—64 років, 25,2 % — особи у віці 65 років та старші. Медіана віку мешканця становила 43,2 року. На 100 осіб жіночої статі у селищі припадало 85,7 чоловіків;  на 100 жінок у віці від 18 років та старших — 76,7 чоловіків також старших 18 років.
Середній дохід на одне домашнє господарство  становив 38 349 доларів США (медіана — 24 531), а середній дохід на одну сім'ю — 58 522 долари (медіана — 56 250). Медіана доходів становила 35 625 доларів для чоловіків та 47 500 доларів для жінок. За межею бідності перебувало 19,4 % осіб, у тому числі 36,1 % дітей у віці до 18 років та 19,2 % осіб у віці 65 років та старших.
Цивільне працевлаштоване населення становило 133 особи. Основні галузі зайнятості: виробництво — 23,3 %, освіта, охорона здоров'я та соціальна допомога — 20,3 %, роздрібна торгівля — 15,0 %, сільське господарство, лісництво, риболовля — 10,5 %.